# علوان الحموي
علي بن عطية علوان الحموي هو فقيه، أصولي، شافعي، صوفي، شاذلي، من أعلام القرن العاشر الهجري.

## مولده وحياته
ولد في مدينة «حماة» في محلة «باب الجسر» تحت ظل سلطة المماليك 873 هـ الموافق 1468 م وامتدت حياته حتى عام 936 هـ الموافق 1530 م إبان الحكم العثماني وتحت حكم السلطان «سليم الأول»، وقد نزح جده الثالث إلى «حماة» من «هيت» في العراق بعد أن اجتاح المغول حاضرة الخلافة الإسلامية طلباً للأمن والاستقرار، حيث يؤكد «النجم الغزي» و«ابن الحنبلي» هذا الانتقال للكثير من العائلات، وله ذرية كثيرة انتشرت في مدينة «حماة» المكان الرئيسي لتواجد العائلة ومحافظات أخرى في سورية ومناطق متعددة من الوطن العربي والعالم حيث عمل أبناؤه على نشر علوم الدين في المناطق المختلفة.

## شيوخه
1. زين الدين بن الشماع (936 هـ).
2. والشمس محمد بن داود البازلي (تـ 923 هـ).
3. والشيخ نور الدين علي بن زهرة الحنبلي الحمصي.
4. والقطب الخيضري (تـ 894 هـ).
5. والبرهان الناجي (تـ 900 هـ) والبدر حسن بن شهاب الدمشقيين، وغيرهم من أهلها.
6. وابن السلامي الحلبي (تـ 879 هـ).
7. وابن الناسخ الطرابلسي (تـ 942 هـ).
8. والفخر عثمان الديمي المصري (تـ 908 هـ).

وقرأ على محمود بن حسن بن علي البزوري الحموي، ثم الدمشقي، وأخذ طريقة التصوف عن أبي الحسن علي بن ميمون المغربي (تـ 917 هـ)، وأنه قرأ عليه خاتمة التصوف للشيخ تاج الدين السبكي من جمع الجوامع، واستجازه وأجازه.

## تلاميذه
أخذ عنه خلق كثير من التلاميذ والمريدين، منهم:
1. موسى بن الحسين الملقب بعوض بن مسافر بن الحسن بن محمود الكردي.[3]
2. والشيخ زين الدين عمر العقيبي، العارف بالله تعالى، المربي المسلك، الحموي الأصل، ثم العقيبي الدمشقي، المعروف بالإسكاف، كان في بدايته إسكافا يصنع النعال الحمر، ثم صحب الشيخ علوان الحموي وبقي على حرفته، غير أنه كان ملازما للذكر، أو الصمت، ثم غلبت عليه الأحوال فترك الحرفة وأقبل على المجاهدات، ولزم خدمة أستاذه الشيخ علوان.[4]
3. وابنه علي بن عمر المشهور بالعقيبي، الشيخ العارف بالله تعالى، وكان حموياً وهو من أكبر تلامذة الشيخ علوان.[5]
4. وأبو الحسن علي بن أحمد بن محمد الكيزواني الحموي، الصوفي المسلك المربي العارف بالله تعالى... توجه صحبة الشيخ علوان الحموي إلى بروسا من بلاد الروم، وأقام في صحبته عند علي بن ميمون الغماري، وانتفع به وتهذب بأخلاقه.[6]
5. وزين الدين عبد الرحمن بن محمد بن عبد السلام بن أحمد البتروني (تـ 977 هـ) ثم الطرابلسي ثم الحلبي الشافعي ثم الحنفي، الإمام العلامة الصوفي، واعظ حلب، ووالد مفتيها الشيخ أبي الجود، قرأ على الشيخ علوان الحموي وغيره.[7]
6. وبدر الدين حسين بن عمر بن محمد النصيبي الشافعي وكان إماما عالما شاعرا مطبوعا، رحل إلى حماة فدخل في مريدي الشيخ علوان، وزوَّجَه الشيخ ابنتَه، له مساجلات مع ابن المنلا، وكان بينهما غاية الاتحاد والمحبة.[8]

## مؤلفاته
له مصنفات في الفقه والأصول والتصوف، وتآليفه مشهورة منها:
1. المنظومة الميمية المسماة «الجوهر المحبوك بالحلي المسبوك في طريقة السلوك». توجد من المنظومة عدة نسخ مخطوطة متفرقة بالمكتبات العربية والدولية، وقد طبعت الميمية قديما بنفقة حفيد الشيخ علوان، الشيخ عبد القادر العلواني، وذلك سنة 1329 هـ/1911م، كما أشار الزركلي في الأعلام بطبعها، وطبعت بمطبعة مطابع الفنون دمشق بدون تاريخ.
2. رسالة «فتح اللطيف بأسرار التصريف»، على نهج رسالة شيخه علي ابن ميمون التي وضعها في إشارات الأجرومية.
3. شرح تائية ابن الفارض المسماة «كشف الغامض والمدد الفائض على تائية ابن الفارض».
4. شرح تائية الشيخ عبد القادر بن حبيب الصفدي (تـ 915 هـ).
5. كشف الرين ونزح الشين ونور العين في شرح سلك العين لإذهاب الغين.
6. النفحات القدسية في شرح الأبيات الششترية.
7. أبيات الجمع.
8. مجلى الحزن عن المحزون في مناقب الشيخ على بن ميمون. وهو كتاب في ذكر مناقب شيخه علي بن ميمون الغماري.
9. نسمات الأسحار في مناقب وکرامات الأولياء الأخيار.
10. تحفة الاخوان من الصوفية بالكشف عن حال من يدعى القطبية.
11. مصباح الهداية ومفتاح الدراية، وقد اختصره في كتاب: «تقريب الفوائد وتسهيل المقاصد»، وليحيى بن محمد المسالخي الحلبي (ت 1225هـ أو 1229م) «شرح مختصر علوان في الفروع».
12. أسنى المقاصد في تعظيم المساجد.
13. عرائس الغرر وغرائس الفكر في أحكام النظر.
14. النصائح المهمة للملوك والأئمة.
15. الشام أعراسها وفضائل سكناها.
16. فصل الخطاب فيما ورد عن عمر بن الخطاب.
17. بيان المعاني في شرح عقيدة الشيباني.
18. تحفة الإخوان في مسائل الإيمان.
19. الدرة الفريدة في شرح العقيدة.

وقد شَرَحَهَا بعض العلماء منهم: الشيخ فتح الله بن محمود بن محمد بن محمد بن الحسن الحلبي العمري الأنصاري المعروف بالبيلوني الشافعي (تـ 1042 هـ)... وسماه: «الفتح المسوي شرح عقيدة الشيخ علوان الحموي». وشرحها أيضا الشيخ محمد بن محمد العجيمي، (كان حيا سنة 1000 هـ)، برسم ولديه محمد ومحمود، حيث قال في مقدمة الشرح: «...وبعد فهذا شرح لطيف على عقائد الشيخ علوان الحموي قدس الله سره، وأفاض علينا جوده وبره، برسم الوالدين العزيزين محمد ومحمود، بلغهما الله كل مقصود، إنه على ذلك قدير، وبالإجابة جدير...»
وللشيخ علي بن عطية علوان ما يقرب عن ثلاث وخمسين مصنفا أغلبها في طريق القوم وتحقيق التوحيد، لا زال يكشف عنها يوما بعد يوما وتخرج إلى الناس.

## طريقته فيالتصوف
كانت طريقة الشيخ «علوان» في التصوف من الطرق التي اهتمت بالعمل وهي طريقة تربوية صافية لأن مؤسسها ومريديه سخروا ثقافتهم الواسعة ومعرفتهم العميقة بأسرار الشريعة وأمور الحقيقة في مجالسهم العلمية وفي تربيتهم لأصحابهم وتدعى الطريقة «الميمونية»، وتسمى أيضا بالطريقة «الخواطرية» نسبة إلى «علي بن ميمون الغماري المغربي» (854 هـ - 917 هـ)، وقد تميزت بطرق خاصة عن سائر الطرق الصوفية حيث تمسكت بالسنة النبوية الشريفة، إضافة إلى العناية بالعلم والتعلم، وقد ألف الشيخ «علوان» كتبا كثيرة في هذا المضمار وأشعارا وله مؤلفات كثيرة في ذلك.

## عقيدته
هذا هو متن عقيدته المختصرة:
«بسم الله الرحمن الرحيم
نشهد  أن الله تعالى موجود واجب الوجود، متصف بالقدم، والبقاء، والوحدانية، والقيام بنفسه، والمخالفة للحوادث، له ذات، وصفات ذاته لا تشبه الذوات، وصفاته لا تشبه الصفات، ومن صفات ذاته الحياة، والعلم، والقدرة، والإرادة، والسمع، والبصر، والكلام، فهو حي، عليم، قدير، مريد، بصير، متكلم، يستحيل في حقه أضداد هذه الصفات، ويجوز في حقه تعالى فعل كل ممكن وتركه، ذاته لا تشبه الذوات، وصفاته لا تشبه الصفات، أرسل الرسل، وأنزل الكتب، فنؤمن به وبملائكته، وكتبه، ورسله، وبالقدر خيره وشره، ويجب في حق الأنبياء والرسل عليهم الصلاة والسلام الصدق، والأمانة، وتبليغ ما أمروا بإبلاغه، ويستحيل عليهم أضداد هذه الصفات، وهي: الكذب، والخيانة، وكتمان شيء مما أمروا بإبلاغه، ويجوز في حقهم الأعراض البشرية التي لا تنقص شيئا من مراتبهم العلية، كالمرض، والجوع، والنكاح، لا الجنون ونحوه.
تمت العقيدة المباركة من يوم السبت سنة 1097 من الهجرة النبوية على صاحبها أفضل الصلاة وأتم السلام، تمت.»

## قالوا عنه
- قال عنه نجم الدين الغزي في الكواكب السائرة بأعيان المئة العاشرة: «علي بن عطية بن الحسن بن محمد بن الحداد الشيخ الإمام العلامة، القرم الهمام الفهامة، شيخ الفقهاء والأصوليين، وأستاذ الأولياء والعارفين، الشيخ علوان الهيتي الشافعي، الحموي، الشافعي، الصوفي، الشاذلي، سمع على الشمس محمد بن داود البازلي كثيراً من البخاري، وقرأ عليه من أول مسلم إلى أثناء كتاب الصلاة، وسمع أيضاً بعض البخاري بحماة على الشيخ نور الدين علي بن زهرة الحنبلي الحمصي، وأخذ عن القطب الخيضري، وعن البرهان الناجي، والبدر حسن بن شهاب الدمشقيين وغيرهم من أهلها، وعن ابن السلامي الحلبي، وابن الناسخ الطرابلسي، والفخر عثمان الديمي المصري، وقرأ على محمود بن حسن بن علي البزوري الحموي، ثم الدمشقي، وأخذ طريقة التصوف على السيد الشريف أبي الحسن علي بن ميمون المغربي، حدثني شيخنا - فسح الله تعالى في مدته - مراراً عن والده الشيخ يونس أن الشيخ علوان حدثه في سنة أربع وعشرين وتسعمائة. كان واعظاً بحماة على عادة الوعاظ من الكراريس بأحاديث الرقائق، ونوادر الحكم، ومحاسن الأخبار والاثار، فمر به السيد الحسيب النسيب سيدي علي بن ميمون، وهو يعظ بحماة، فوقف عليه، وقال يا علوان عظ من الرأس، ولا تعظ من الكراس، فلم يعبأ به الشيخ علوان، فأعاد عليه القول ثانياً وثالثاً. قال الشيخ علوان: فتنبهت عند ذلك، وعلمت أنه من أولياء الله تعالى. قال: فقلت له يا سيدي لا أحسن أن أعظ من الرأس - يعني غيباً - فقال: بل عظ من الرأس، فقلت: يا سيدي إذاً أمددتموني. قال: افعل، وتوكل على الله. قال: فلما أصبحت جئت إلى المجلس، ومعي الكراس في كمي احتياطاً. قال: فلما جلست فإذا بالسيد في قبالتي. قال: فابتدأت غيباً، وفتح الله تعالى علي، واستمر الفتح إلى الآن، وقرأت بخط الشيخ يونس هذه الحكاية بمعنى ما ذكرت، وقرأت بخطه أن اجتماعه به كان في نهار السبت ثامن عشر شوال سنة أربع وعشرين المذكورة عند توجهه إلى مكة المشرفة في مدرسة تنم بمحلة ميدان الحصا، وأنه قرأ عليه خاتمة التصوف للشيخ تاج الدين السبكي من جمع الجوامع، واستجازه وأجازه قال: واعتذر إلي في الفقه، وقال: لما صرت أطالع كتب الغزالي اشتغلت عنه. قال: وذكر لي أنه لما اجتمع بسيدي علي بن ميمون أمره بمطالعة الإحياء، وقال: كان من تلاميذ شيخنا الإمام تقي الدين البلاطنسي لما كان في حماة قال: وكان شيخنا يثني عليه. انتهى.»[11]
- قال عنه ابن العماد في شذرات الذهب في أخبار من ذهب: «الشيخ علوان علي بن عطية بن الحسن بن محمد بن الحداد الهيتي الحموي الشافعي الصوفي الشاذلي الإمام العلامة الفهامة شيخ الفقهاء والأصوليين وأستاذ الأولياء العارفين سمع على الشمس البازلي كثيرا من البخاري ومسلم وعلى نور الدين بن زهرة الحنبلي الحمصي وأخذ عن القطب الخيضري والبرهان الناجي والبدر حسن بن شهاب الدمشقيين وغيرهم من أهلها وعن ابن السلامي الحلبي وابن الناسخ الطرابلسي والفخر عثمان الديمي المصري وقرأ على محمود بن حسن البزوري الحموي ثم الدمشقي الشافعي وأخذ طريقة التصوف عن سيدي علي بن ميمون المغربي قال المترجم اجتمعت به بحماة وكنت أعظ من الكراريس بأحاديث الرقائق ونوادر الحكم فقال يا علوان عظ من الراس ولا تعظ من الكراس فلم أعبأ به فأعاد القول ثانيا وثالثا فتنبهت عند ذلك وعلمت أنه من أولياء الله تعالى فأتيت في اليوم القابل فإذا بالسيد في قبالتي قال فابتدأت غيبا وفتح الله علي واستمر الفتح إلى الآن قال وأمرني بمطالعة الأحياء وأخذت عنه طريق الصوفية، وبالجملة فقد كان سيدي علوان، ممن أجمع الناس على جلالته وتقدمه، وجمعه بين العلم والعمل، وانتفع الناس به وبتآليفه في الفقه والأصول والتصوف.»[12]
- وقال في حقه شيخه في التصوف ابن ميمون: «استمسكوا بهذا الرجل فو الله ليغرى له ملوك الأرض اعتقاداً وانتقادا، وكأني أراهم على بابه زيارة وحياء واعتقاداً وتبركاً، وليملأن الله تعالى ذكره في البلاد شرقاً وغرباً، وليسكنن الله القلوب حبه، وكان كما قال....»[13]
- وقال عنه محمد ابن الشيخ علوان الحموي في كتابه «تحفة الحبيب»: «وكان مما بلغنا إذا أشكل على جهابذة المحققين من أعيان المدرسين من علماء ناحيته شيء في مسألة من مسائل العلوم الظاهرة يرسلون إليه، فيوضحها ويقررها على أحسن ما يكون...»[14]
- وقال عنه المحبي في خلاصة الأثر في أعيان القرن الحادي عشر: «...فإن الكيزواني كان من أقران الشيخ علوان، إلا أن سيدي الشيخ علوان كان ذا علوم غزيرة من علوم الشريعة الحقيقة وكان الاسم الكبير له والشهرة التامة...»[15]
- وقال عنه ابن الحنبلي في در الحبب في تاريخ أعيان حلب: «كان رضي الله عنه ظاهرا وباطنا بحرا لا ساحل له، وسحاب غيث لم يخب من أمّ له وأمَّله، سلك أقوم طريق، وجمع بين طرفي الشريعة والحقيقة، وبهرت أقمار كراماته في حالتي حياته ومماته...»[16]

## وصلات خارجية
- الشيخ «علوان».. أصل آل العلواني